# 1979年のヤクルトスワローズ
1979年のヤクルトスワローズ（1979ねんのヤクルトスワローズ）では、1979年のヤクルトスワローズの動向をまとめる。
この年のヤクルトスワローズは、広岡達朗監督の4年目（途中就任の1976年を含む）のシーズンである。

## 概要
前年に初のリーグ優勝と日本一を果たしたヤクルトだったが、オフに中心打者のチャーリー・マニエルを守備走塁に難ありとの理由で放出。そして迎えた開幕戦で大洋の田代富雄に3打席連続本塁打を浴び大敗すると、そこからズルズルと8連敗を喫し大きく出遅れる（開幕8連敗は2022年の阪神が更新するまでセ・リーグ記録）。5月に巻き返し、5月26日にはマニエルに代わる新外国人ジョン・スコットが阪神とのダブルヘッダーで第1試合に2ラン・満塁、第2試合のソロ・3ランの「サイクル本塁打」の活躍でチームは5割に復帰する。しかしそこから貯金を作れず6月に再び最下位に転落すると、さらに下旬には再び8連敗を喫し、5位の座が大きく遠のいていった。打撃陣ではマニエルの移籍でマークが厳しくなった大杉勝男と切り込み隊長のデーブ・ヒルトンが大きく成績を落とすなどチーム打率は最下位。一方の投手陣も前年15勝の安田猛が右膝の故障でわずか1勝、マニエルとの交換で近鉄から移籍した神部年男も6勝止まりとふるわず、チーム防御率は4点台後半4.60と、こちらも最下位に低迷した。8月中旬にはセ・リーグの借金を独占するなど低迷から抜け出せないチームは8月14日に森昌彦ヘッドコーチと植村義信投手コーチの休養を発表すると、3日後には広岡監督が辞任を発表。投打の主力が故障や不振にあえいだヤクルトは前年の日本一からわずか1年で1971年以来、8年ぶりの最下位に転落。5位の巨人に8.5ゲーム離されたものの唯一勝ち越して全球団負け越しは免れた。不甲斐ない成績に終わった主力選手たちは、松園尚巳オーナーの命令でオフにヤクルト販売員の社会勉強に駆り出された。

## チーム成績

### レギュラーシーズン
| 1 | 中 | スコット   |
| 2 | 二 | 角富士夫   |
| 3 | 左 | 若松勉     |
| 4 | 一 | 大杉勝男   |
| 5 | 三 | ヒルトン   |
| 6 | 右 | 杉浦亨     |
| 7 | 捕 | 大矢明彦   |
| 8 | 遊 | 水谷新太郎 |
| 9 | 投 | 松岡弘     |

| 順位 | 4月終了時 | 4月終了時 | 5月終了時 | 5月終了時 | 6月終了時 | 6月終了時 | 7月終了時 | 7月終了時 | 8月終了時 | 8月終了時 | 9月終了時 | 9月終了時 | 最終成績 | 最終成績 |
| ---- | --------- | --------- | --------- | --------- | --------- | --------- | --------- | --------- | --------- | --------- | --------- | --------- | -------- | -------- |
| 1位  | 巨人      | --        | 巨人      | --        | 巨人      | --        | 中日      | --        | 広島      | --        | 広島      | --        | 広島     | --       |
| 2位  | 大洋      | 0.5       | 中日      | 3.0       | 中日      | 0.5       | 広島      | 2.5       | 阪神      | 4.5       | 阪神      | 10.0      | 大洋     | 6.0      |
| 3位  | 阪神      | 1.0       | 大洋      | 3.0       | 大洋      | 1.0       | 大洋      | 3.5       | 中日      | 4.5       | 大洋      | 10.5      | 中日     | 7.5      |
| 4位  | 中日      | 1.5       | 広島      | 4.5       | 広島      | 2.0       | 阪神      | 3.5       | 巨人      | 5.0       | 巨人      | 12.0      | 阪神     | 8.0      |
| 5位  | 広島      | 3.5       | ヤクルト  | 4.5       | 阪神      | 4.0       | 巨人      | 3.5       | 大洋      | 5.5       | 中日      | 12.5      | 巨人     | 10.5     |
| 6位  | ヤクルト  | 5.5       | 阪神      | 6.0       | ヤクルト  | 7.5       | ヤクルト  | 11.0      | ヤクルト  | 13.5      | ヤクルト  | 18.0      | ヤクルト | 19.0     |

| 順位 | 球団               | 勝 | 敗 | 分 | 勝率 | 差   |
| 1位  | 広島東洋カープ     | 67 | 50 | 13 | .573 | 優勝 |
| 2位  | 横浜大洋ホエールズ | 59 | 54 | 17 | .522 | 6.0  |
| 3位  | 中日ドラゴンズ     | 59 | 57 | 14 | .509 | 7.5  |
| 4位  | 阪神タイガース     | 61 | 60 | 9  | .504 | 8.0  |
| 5位  | 読売ジャイアンツ   | 58 | 62 | 10 | .483 | 10.5 |
| 6位  | ヤクルトスワローズ | 48 | 69 | 13 | .410 | 19.0 |

## オールスターゲーム1979
| 監督       | 広岡達朗 |          |        |
| ファン投票 | 若松勉   |          |        |
| 監督推薦   | 梶間健一 | 大矢明彦 | 杉浦亨 |

## 表彰選手
| リーグ・リーダー |
| ---------------- |
| 受賞者なし       |

| ベストナイン         | ベストナイン | ベストナイン |
| 選手名               | ポジション   | 回数         |
| -------------------- | ------------ | ------------ |
| 若松勉               | 外野手       | 4年連続7度目 |
| ダイヤモンドグラブ賞 |              |              |
| 選手名               | ポジション   | 回数         |
| スコット             | 外野手       | 初受賞       |

## ドラフト
| 順位 | 選手名   | ポジション | 所属         | 結果               |
| ---- | -------- | ---------- | ------------ | ------------------ |
| 1位  | 片岡大蔵 | 投手       | 国士舘大学   | 入団               |
| 2位  | 大川章   | 投手       | 大阪商業大学 | 入団               |
| 3位  | 熊野輝光 | 外野手     | 中央大学     | 拒否・日本楽器入社 |
| 4位  | 岩下正明 | 外野手     | 三菱重工横浜 | 入団               |